# Glenea duodecimplagiata
Glenea duodecimplagiata är en skalbaggsart som beskrevs av Stefan von Breuning 1956. Glenea duodecimplagiata ingår i släktet Glenea och familjen långhorningar.
Artens utbredningsområde är Sri Lanka. Inga underarter finns listade i Catalogue of Life.